# Víctor Gebhardt
Víctor Gebhardt y Coll (Barcelona, 28 de agosto de 1830-ibíd., 16 de marzo de 1894) fue un historiador, escritor y periodista español. 
De ideas tradicionalistas, destacó por su Historia General de España y de sus Indias, obra de trece tomos en la que juzgó los hechos a la luz del criterio llamado «ultramontano». Se consagró especialmente a los estudios históricos y arqueológicos de la Asociación Artístico Arqueológica Barcelonesa.

## Biografía
Era hijo de Felipe Gebhart y Antonia Coll. Cursó Leyes en la Universidad de Barcelona, graduándose de abogado en 1853. Como tal ejerció hasta el año 1863. Fue nombrado en 1867 secretario de la Sociedad del ferrocarril de Tarragona a Martorell y Barcelona, y después desempeñó un alto empleo en el ferrocarril de Tarragona a Barcelona y Francia.
Aunque no fue político militante, profesó ideas carlistas, por lo que durante la tercera guerra carlista llegó a ser encarcelado y deportado a Mallorca. Colaboró en distintos periódicos, tales como El Ancora, El Iris, Diario de Barcelona (en el que estuvo encargado de la sección extranjera), La Convicción, El Correo Catalán y La Crítica. En 1888 se adhirió al Partido Integrista de Ramón Nocedal.
Gebhardt perteneció a muchas corporaciones científicas: fue correspondiente de la Real Academia de la Historia; vocal de la Comisión Provincial de monumentos históricos y artísticos; de número de la Academia de Legislación y Jurisprudencia, de Buenas Letras y de la de Bellas Artes, y socio de la Económica Barcelonesa de Amigos del País. Perteneció también a varias corporaciones católicas, en las cuales fue muy respetado y querido. En 1870 fue uno de los fundadores de la Asociación de Católicos de Barcelona.
Publicó un gran número de trabajos literarios. A propuesta del editor Luis Tasso, compuso una Historia General de España y de sus Indias, que se empezó a publicar en 1863, después de tres años de arduo trabajo. En su labor historiográfica, Gebhardt se propuso buscar «las soluciones católicas» a todas las cuestiones, por ser las únicas que creía verdaderas. Se apoyó en las obras de Charles Romey para el período primitivo, cartaginés y romano; en las de Juan Francisco Masdeu para el visigodo; y en el completo trabajo de Modesto Lafuente para todos. La Historia General de España y de sus Indias de Gebhardt obtuvo gran renombre y se hicieron de ella cinco ediciones. El Boletín de la Asociación Artístico-Arqueológica Barcelonesa la describió en estos términos:

En esta obra resaltan grandes conocimientos, sobriedad y corrección de estilo, propias de un verdadero historiador y de un espíritu investigador. Esta obra escrita con rectísimo criterio, con suma claridad y buen sentido quedó agotada al cabo de poco tiempo de haber sido editada.

Por la publicación de una Historia de D. Francisco II de Nápoles fue condecorado con la cruz napolitana de la Orden de Francisco I. En 1868 ganó medalla de oro en los Jochs Florals de Barcelona, por su relación histórica sobre el sitio de Gerona titulada Lo siti de Girona en lo any 1809.
Destacó también como músico y fue secretario de la Junta del Conservatorio de Música y Declamación del Liceo de Isabel II, al que legó su Stradivarius.
Uno de sus biógrafos dijo que la causa de que no brillase como debía fue el hecho de haber sido un «católico ferviente, de ideas muy puras, y de aquellos que nunca transigieron con el error» y que «humilde en alto grado, no pretendió grandes puestos a los cuales podía aspirar, y que, otro menos desengañado de las cosas de este mundo, hubiera logrado».
Falleció a consecuencia de una neumonía en su domicilio, situado en la Rambla de San José, núm. 12. Antes de morir, estaba trabajando en una nueva edición de esta obra, proponiéndose corregir, reformar y aumentar su Historia de España con nuevos datos adquiridos y con lo que la experiencia le había enseñado.

Estuvo casado con Rita Puig. Una bisnieta suya, Nuria Bordas Suárez-Murias, fue pintora e ilustradora del diario La Vanguardia.

## Obras
- Historia General de España y de sus Indias (Barcelona, 5.ª edición): tomo 1, tomo 2, tomo 3, tomo 4, tomo 5, tomo 6, tomo 7, tomo 8, tomo 9, tomo 10, tomo 11, tomo 12, tomo 13
- Historia del jóven rey D. Francisco II de Nápoles (Barcelona, 1861)
- El pueblo Español y las elecciones de 1864 (Barcelona, 1864)
- Lo siti de Girona en lo any 1809 (Barcelona, 1868)
- Estudios sobre la Historia de España (Barcelona, 1870)
- Necrología de D. Sebastián Antón Pascual (Barcelona, 1873)
- La Tierra Santa (Barcelona, c. 1878): tomo 1, tomo 2
- Los dioses de Grecia y Roma (Barcelona, 1881): tomo 1, tomo 2. También digitalizado en la Biblioteca Virtual del Patrimonio Bibliográfico.

### Traducciones
- La Rusia antigua y moderna (Barcelona, 1858), por Charles Romey y Alfred Jacobs
- El corsario rojo (Barcelona, 1859), por James Fenimore Cooper
- Historia de los franceses (Barcelona, 1859-1860), por Théophile Lavalée y Paul Lacroix: tomo 6, tomo 7, tomo 8
- Influjo de la familia en la educación (Barcelona, 1860), por Théodore-Henri Barrau
- Nuestra situación: dolores, peligros, deberes y consuelos de los católicos en los tiempos actuales (Barcelona, 1862), por Jean-Joseph Gaume
- Filosofía de las leyes bajo el punto de vista cristiano (Barcelona, 1865), por Louis Eugène Marie Bautain
- La Iglesia romana y la revolución (Barcelona, 1867), por Jacques Crétineau-Joly
- Los monges de Occidente, por Charles de Montalembert: tomo 1; tomo 2